# Jacques Fontanille
Pour les articles homonymes, voir Fontanille.
Jacques Fontanille, né le 28 septembre 1948 en France, a été professeur de Sémiotique à l'Université de Limoges, et créateur du Centre de Recherches Sémiotiques. C'est l'un des chercheurs qui a le plus œuvré pour le développement de la sémiotique française, héritière de Greimas, en France et dans le monde. Il a également eu des responsabilités politiques dans l'administration de la recherche. Il est spécialiste de sémiotique et a abordé de nombreux champs de la discipline : sémiotique littéraire,  sémiotique visuelle, sémiotique tensive, et sémiotique des pratiques et anthroposémiotique. 

## Carrière
Jacques Fontanille est professeur à l'université de Limoges et membre de l'Institut universitaire de France. Il a été président de l'Association internationale de sémiotique visuelle et de l'Association française de sémiotique. 
Il a été président de l'université de Limoges de 2005 à 2012 et président du PRES Limousin Poitou-Charentes (2011-2012).
Le 21 mai 2012 il est nommé au cabinet de Geneviève Fioraso, la ministre de l'enseignement supérieur et de la recherche du gouvernement Ayrault, comme conseiller sciences humaines et sociales. Il devient directeur du cabinet le 1er octobre 2013 jusqu'en avril 2014.

## Travaux en sémiotique
Il a publié de nombreux articles et livres dans le domaine de la sémiotique théorique, de la sémiotique littéraire, de la sémiotique visuelle, de la sémiotique des pratiques.  On lui doit, entre autres, une sémiotique des passions (avec Greimas), une sémiotique tensive (avec Zilberberg) et, articulant l'ensemble de ses propositions théoriques, une sémiotique du discours. Depuis plusieurs années il s'efforce de ne pas limiter le champ d'application de la sémiotique aux discours et à la textualité. Dans cette perspective il a élaboré une sémiotique des pratiques, et participé au développement d'une anthroposémiotique. 

## Distinctions
- Chevalier de la Légion d'honneur[7]